# Nova Media
Nova Media var ett förlag som gav ut bland annat tidningarna Min hemdator, Persondatorn och Mikrodatorn. Förlaget grundades av Bengt Marnfeldt som också grundade CW\Communications (nuvarande IDG). Bolaget såldes i slutet av 1980-talet till IDG.